# گورستان قدیمی واران
قبرستان قدیمی واران مربوط به دوره صفوی - دوره معاصر است و در شهرستان دلیجان، دهستان جاسب، روستای واران واقع شده و این اثر در تاریخ ۱۱ دی ۱۳۸۰ با شمارهٔ ثبت ۴۶۰۴ به‌عنوان یکی از آثار ملی ایران به ثبت رسیده است.